# 彼得·什佳斯特尼
彼得·什佳斯特尼（1956年9月18日—），斯洛伐克男子冰球运动员。他曾代表捷克斯洛伐克、斯洛伐克参加1980年和1994年冬季奥林匹克运动会冰球比赛，分别获得第五名和第六名。